# Fleurs de papier
Pour plus de détails, voir Fiche technique et Distribution.
Fleurs de papier (कागज़ के फूल, 'Kaagaz Ke Phool) est un film indien réalisé par Guru Dutt, sorti en 1959.
Il s'agit du premier film indien en cinémascope, mais aussi du dernier film de Guru Dutt. Plusieurs acteurs et membres de l'équipe technique faisant partie du groupe connu sous l'appellation  équipe Guru Dutt ont participé au film.

## Synopsis
Le film est un flashback qui s'ouvre dans un studio de cinéma où un réalisateur vieilli avant l'âge revoit défiler sa vie.
Réalisateur à succès, Suresh Singh est cependant malheureux dans sa vie privée puisque sa femme Veena, considérant que son métier n'est pas respectable, l'empêche de voir sa fille Pammi. Un jour, alors qu'il essaye d'aller voir sa fille en cachette à l'école, il fait la connaissance de Shanti, une jeune femme qui y travaille. Surpris par une averse, il lui prête son imperméable. Quelque temps plus tard, Shanti, à la recherche d'un travail, se rend à Bombay. Elle en profite pour venir rendre son imperméable à Suresh au studio où il travaille. Il cherche justement une héroïne pour le film qu'il tourne, une adaptation de Devdas. Il lui fait passer des essais pour le rôle de Paro, et va faire d'elle une star. Le réalisateur et son actrice tombent rapidement amoureux, ce qui va le mener à la déchéance sociale et professionnelle.

## Fiche technique
Sauf indication contraire, les informations mentionnées dans cette section peuvent être confirmées par la base de données cinématographiques IMDb,  présente dans la section « Liens externes ».
- Titre : Fleurs de papier
- Titre original : कागज़ के फूल (Kaagaz Ke Phool)
- Réalisation : Guru Dutt
- Scénario et dialogues : Abrar Alvi
- Musique : Sachin Dev Burman
- Paroles : Kaifi Azmi
- Photographie : V.K. Murthy
- Montage : Y.G. Chawhan
- Décors : M. R. Achrekar
- Costumes : Bhanu Athaiya
- Production : Guru Dutt
- Société de production : Ajanta Pictures et Guru Dutt Films
- Sociétés de distribution : Gala Global, Ultra Media & Entertainment, Yash Raj Films
- Société d'effets spéciaux : Ramnord Research Lab
- Pays d'origine :  Inde
- Langues : Hindi
- Format : Noir et blanc - 2,35:1 - Mono - 35 mm
- Genre : Romance
- Durée : 148 minutes
- Dates de sorties en salles :
  -  Inde : 2 janvier 1959
  -  France : 28 novembre 1984

## Distribution
- Waheeda Rehman : Shanti
- Guru Dutt : Suresh Singh
- Kumari Naaz : Pramila Sinha
- Johnny Walker : Rocky
- Naaz : Pammi
- Veena : Veena

## Commentaire
Le film connut un échec commercial, sans doute à cause de son sujet[réf. nécessaire] : un héros qui sombre dans la dépression sans aucun espoir de retour. Aucune facilité, ni concession (si ce n'est les quelques scènes comiques avec Johnny Walker) ne viennent soulager le spectateur. Il reste néanmoins magnifique par sa photo, toute en clairs-obscurs, et son sujet, une remarquable réflexion sur la vie et le cinéma, sa vanité et sa fragilité (d'où le titre Fleurs de papier). On peut le lire également comme un film sur la fin de l'âge d'or du cinéma indien (la prise de contrôle par les studios, au détriment des réalisateurs-producteurs), un film miroir, puisque Guru Dutt vit à l'époque une histoire d'amour avec Waheeda Rehman qui joue le rôle de Shanti (alors qu'il est marié à Geeta Dutt, qui interprète les chansons du film), et un film prémonitoire puisque le réalisateur ne se remettra jamais de son échec et sombrera lui-même dans la dépression.

## Distinctions
- 1960 : Filmfare Award pour la meilleure image (V.K. Murthy) et la meilleure direction artistique (M.R. Achrekar).